# Biomagnification

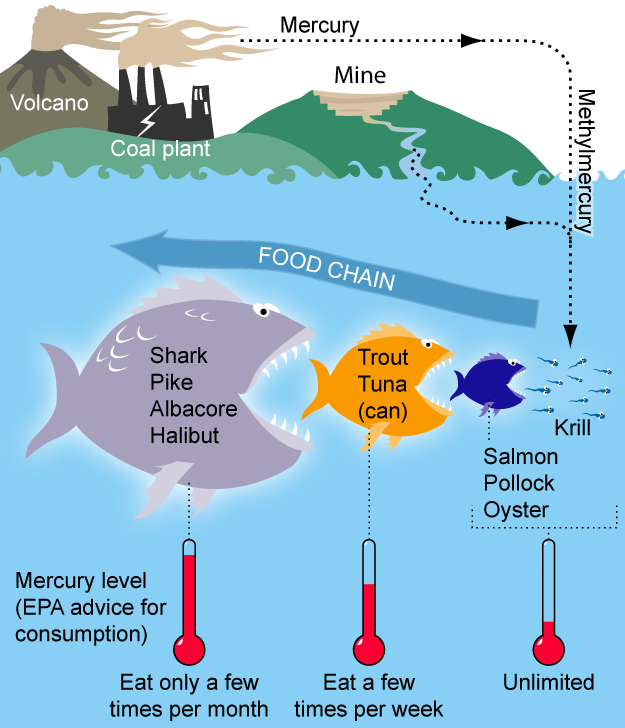
Chaine alimentaire du mercure.

La biomagnification (ou bioamplification) décrit le processus par lequel les taux de certaines substances croissent à chaque stade du réseau trophique (chaîne alimentaire). 

Cette notion entre dans le cadre plus global de la bioconcentration, terme recouvrant les phénomènes amenant une matrice biologique (biocénose) à être plus contaminée que son environnement (biotope).
L'évaluation environnementale, toxicologique et écotoxicologique doivent tenir compte du fait que les facteurs de bioconcentration varient beaucoup selon les espèces et d'autre part du fait que chez de nombreuses espèces, la capacité de bioamplification est le plus souvent d'autant plus importante que l'élément bioconcentré est rare dans l'environnement. Quand il est bioaccumulable, le risque qu'un polluant soit bioconcentré n'est donc pas du tout lié à l'importance quantitative de sa présence dans l'eau . Il y a le plus souvent une relation inverse entre les facteurs de bioconcentration (FBC) et l'exposition d'un animal ou d'une plante à un élément (polluant ou oligoélément).

## Définition approfondie
La biomagnification traduit le croisement de deux processus :
1- La bioaccumulation permise par les relations symbiotiques et/ou de type proies – prédateurs et qui traduit la différence entre la contamination d'un individu et sa capacité à dégrader/évacuer le contaminant en question. 

Le stade de développement des individus a une influence sur la capacité de détoxification ; ainsi, dans l'ensemble, plus un individu sera vieux, plus il présentera des concentrations élevées correspondant aux cumuls de cette différence. 

S'ensuit donc un accroissement de la contamination qui peut se réaliser dans des organes particuliers. Cette tendance se nomme l'organotropisme. Elle est souvent active, résultant généralement d'une « confusion » entre une molécule impliquée dans le fonctionnement physiologique normal et le toxique. Ainsi, alors que des organes sont associés à la dégradation des polluants organiques et à l'évacuation des polluants minéraux (foie, reins), certains organes (système nerveux central, gonades) peuvent être affectés. 
2- Le transfert du contaminant au travers du réseau trophique résulte ;
1. du rendement trophique (environ 10 % par maillon trophique ascendant) et
2. du comportement alimentaire s'il y a organotropisme.

On admet que la concentration d'un polluant est à peu près multipliée par 10 par maillon ;
Ainsi, le lait maternel de la femme Inuit est considéré comme impropre à la consommation humaine alors que le lait d'une habitante d'un pays industrialisé ne l'est pas. La ressource carnée de la première représente l'essentiel de son alimentation et est obtenue par la chasse de prédateurs dominant un réseau trophique (planctontes, nectontes) de plus de six maillons (facteur de bioamplification moyen jusqu'à l'homme : 10.000.000). Ils sont souvent relativement plus âgés que les jeunes adultes herbivores abattus dans les pays pollueurs, qui ne dominent qu'une chaine à un maillon (facteur de bioamplification moyen jusqu'à l'homme : 100).

## Terminologie
Biomagnification est un anglicisme, auquel on peut préférer le mot bioamplification.